# Stara Wieś (condado de Białobrzegi)
Stara Wieś es un pueblo de Polonia, en Mazovia.  Se encuentra en el distrito (Gmina) de Stromiec, perteneciente al condado (Powiat) de Białobrzegi. Se encuentra aproximadamente a 4 km al noroeste de Stromiec, a 8 km al este de Białobrzegi, y a 62 km  al sur de Varsovia. 
Entre 1975 y 1998 perteneció al voivodato de Radom.